# Stazione di Heerbrugg
La stazione di Heerbrugg (in tedesco Bahnhof Heerbrugg) è una stazione ferroviaria a servizio del comune svizzero di Au sulla linea Coira-Rorschach.

## Storia
La stazione fu attivata il 1º luglio 1858, in occasione dell'apertura della tratta Coira-Rheineck della ferrovia Coira-Rorschach.

## Strutture e impianti
La stazione dispone di 2 binari dotati di marciapiede per il servizio passeggeri. È dotata di un fabbricato viaggiatori e diverse pensiline.

## Movimento
La stazione è servita da treni a cadenza semioraria sulla relazione Wattwil - Altstätten (FFS) (linea S2 della rete celere di San Gallo) e a cadenza oraria per Rapperswil, Sargans e Nesslau (linea S4 della rete celere di San Gallo). Inoltre, è servita da treni InterRegio 13 a cadenza oraria sulla relazione Zurigo Centrale - Coira.

## Servizi
Nella stazione sono presenti:
- Biglietteria a sportello
- Biglietteria automatica
- Sala d'attesa
- Deposito bagagli con personale
- Deposito bagagli automatico
- Servizi igienici
- Supermercato

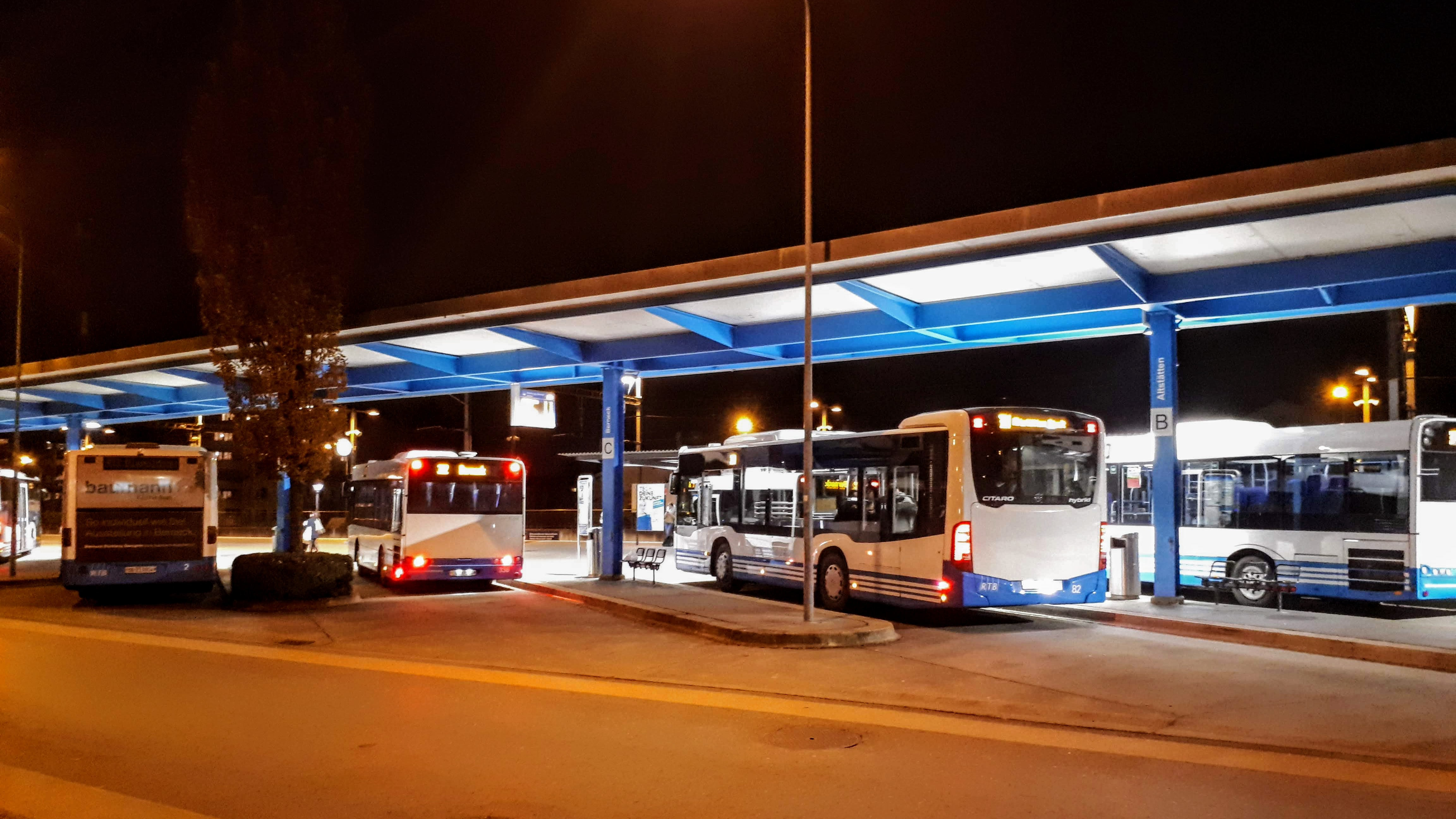
Fermata degli autobus di Heerbrugg.

Sono inoltre presenti parcheggi di interscambio per automobili e biciclette, servizi di consegna dei bagagli per la spedizione verso l'aeroporto di Zurigo, un bancomat Raiffeisen, un punto Western Union e un punto per il cambio valuta.

## Interscambi
- Fermata autobus (Heerbrugg, Bahnhof e Heerbrugg, Bahnhof Ost)[6]

Inoltre, nei pressi della stazione si dipartivano le tranvie per Altstätten Rathaus (municipio, che era collegato alla ferrovia Altstätten-Gais, la quale attualmente inizia invece dalla stazione di Altstätten Stadt), per Berneck e per Diepoldsau, tutte gestite da Rheintalische Strassenbahn e dismesse entro il 1954.